# Ormosia idioneura
Ormosia idioneura är en tvåvingeart som beskrevs av Alexander 1952. Ormosia idioneura ingår i släktet Ormosia och familjen småharkrankar. Inga underarter finns listade i Catalogue of Life.